# Temmincks schubdier
Het Temmincks schubdier of Kaaps schubdier of steppenschubdier (Smutsia temminckii, voorheen Manis temminckii) is een schubdier uit Afrika. De eerste naam verwijst naar de Nederlandse zoöloog Coenraad Temminck (1778-1858).

## Kenmerken
Het lichaam van het schubdier is bijna helemaal bedekt met schubben, die uit keratine bestaan en een stevig harnas vormen dat hem beschermt tegen aanvallen van roofdieren. Behalve schubben heeft het ook een klier vanachter die een misselijk makende vloeistof afscheidt. De lichaamslengte bedraagt 40 tot 70 cm, de staartlengte 40 tot 50 cm en het gewicht 15 tot 18 kg.

## Leefwijze
Dit solitaire schubdier schuifelt langzaam door de Afrikaanse wildernis op zoek naar mieren en termieten, die hij oplikt met zijn kleverige tong nadat hij de kolonie opengescheurd heeft met zijn krachtige klauwen. Het schubdier is een nachtdier en gebruikt bij het jagen zijn staart om op zijn achterpoten te kunnen lopen. Overdag rust hij in zijn hol om hitte en gevaar te ontwijken. Het is weinig territoriaal.

## Voortplanting
Na een draagtijd van 120 dagen werpt het vrouwtje in een ondergronds hol een jong.

## Bedreiging
De jacht en het verdwijnen van zijn leefgebied, onder andere het gebruik van insecticiden en bosbranden, heeft ertoe geleid dat het schubdier in aantal teruggelopen is.

## Verspreiding
Deze soort komt voor in gematigde en tropische bossen en open habitats van Oost- en Zuid-Afrika.

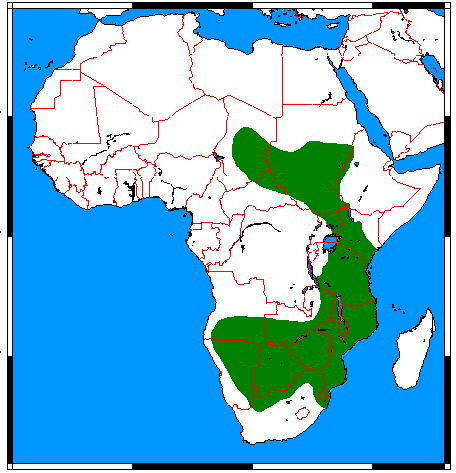
Verspreidingsgebied van het Temmincks schubdier